# Kelch des heiligen Liudger

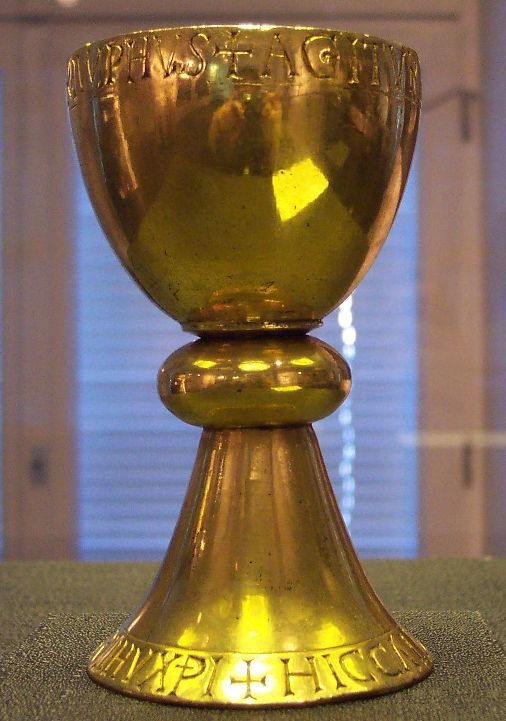
Der Kelch des Hl. Liudger

Der Kelch des heiligen Liudger ist ein mittelalterlicher Abendmahlskelch aus dem Besitz der Abtei Werden. Er wird heute mit der Inventarnummer L 4 in der Schatzkammer der Propsteigemeinde St. Ludgerus in Essen-Werden aufbewahrt. Entstanden wahrscheinlich um 1060, war er niemals im Besitz des 809 verstorbenen Liudger, wurde aber bereits bei seiner ersten Erwähnung 1547 als dessen Reliquie verehrt. Der Kelch steht in engem Zusammenhang mit dem ebenfalls in der Schatzkammer Werden aufbewahrten Helmstedter Kreuz, einem 110 cm großen Kruzifix, das aus einer hochkupferhaltigen Legierung besteht.

## Beschreibung
Der henkellose Kelch ist mit 11,5 cm Höhe ein eher kleineres Exemplar. Er besteht aus drei Teilen, dem Kelchfuß, einem Nodus und der Kuppa, die durch eine Schraubverbindung zusammengehalten werden. Die ausgewogenen Proportionen sind durch die fast identischen Maße von Fuß und Kuppa bedingt. Der geschwungene Fuß misst in der Höhe 4,5 cm, der flachkugelige Nodus 2 cm, die halbeiförmige Kuppa 5,5 cm, der Durchmesser von Fuß wie Kuppa 6,8 cm, während der Durchmesser des Nodus 4 cm beträgt. Bei einer Wandstärke von 1,2 mm wiegt der aus einer legierten Kupferverbindung gegossene und feuervergoldete Kelch 400 Gramm. Die Gestaltung ist schlicht, ohne Figuren und Ornamente, lediglich auf dem unteren Rand des Fußes und dem oberen Rand der Kuppa befinden sich zwei umlaufende Inschriften, die auf die liturgische Funktion des Kelches hinweisen. Die untere Inschrift, deren Beginn durch ein Kreuz markiert wird, lautet: HIC CALIX SANGVINIS DNI NRI IHV XPI (Dies ist der Kelch des Blutes unseres Herrn Jesus Christus).
Die obere Inschrift setzt, ebenfalls mit einem Kreuz beginnend, fort: AGITVR HEC SVMMVS P POCLA TRIVMPHVS (Durch diesen Opfertrunk wird der höchste Triumph vollzogen).
Die Schaft- und Bogenenden der Buchstaben sind mit ausgeprägten dreieckigen Spornen versehen. Die Inschriften sind nicht graviert, sondern mitgegossen. In den Vertiefungen der Inschriften haben sich Reste einer dunklen Einlage erhalten. Möglicherweise hatte die Kuppa ursprünglich einen Einsatz aus Edelmetall, das Innere der Kuppa weist jedoch gußbedingte Unebenheiten und Gasblasen auf, an denen Spuren mechanischer Glättungsversuche zu erkennen sind.
Nach der wissenschaftlichen Analyse des verwendeten Materials besteht der Kelch aus 95 % Kupfer, 2,8 % Blei, 1,3 % Zinn und 0,63 % Zink sowie Anteilen von Arsen, Antimon, Silber, Nickel und Eisen. Die Schraube, die den Kelch zusammenhält, weicht in der Zusammensetzung ab, entspricht aber mittelalterlichem Messing.

## Geschichtliches
Die Entstehung des Kelches liegt im Dunkeln. Gegossen wurde er sehr wahrscheinlich in Werden, wohl von einem sehr erfahrenen Gießer; vielleicht war es mit dem sogenannten Helmstedter Kreuz für die Schwesterabtei in Helmstedt gedacht. Um 1060 wurden im Kloster St. Ludgeri, das mit Werden ein Doppelkloster bildete, umfangreiche Baumaßnahmen vorgenommen, an denen aus Werden entsandte Handwerker tätig waren, wie die nahezu identischen Akanthuskapitelle in der Johanneskapelle in Helmstedt, der Ludgeridenkrypta der Abteikirche Werden und in der Werdener Luciuskirche sehr stark vermuten lassen. Es wird daher angenommen, dass der Kelch zusammen mit dem Helmstedter Kreuz in diesem Zusammenhang für die Neuausstattung der Klosterkirche geschaffen wurde, erwiesen ist dieses jedoch nicht. Bei naturwissenschaftlichen Untersuchungen im Vorfeld der Restaurierung des Kreuzes konnte festgestellt werden, dass die Zusammensetzung des Materials von Kruzifix und Kelch identisch sind, was den Guss in einer Werkstatt, möglicherweise aus derselben Gusscharge, nahelegt.
Erstmals erwähnt wurden beide Objekte 1547. In diesem Jahr wurde das Kloster St. Ludgeri von protestantischen Bilderstürmern bedroht. Der Werdener Abt Hermann von Holten, der in Personalunion Abt von Helmstedt war, brachte Kelch und Kreuz von Helmstedt nach Werden in Sicherheit. Begleitet wurde Hermann von Holten bei dieser Reise vom Werdener Cellerar, dem späteren Abt und Geschichtsschreiber Heinrich Duden, der darüber in seinen Annalen der Abtei Werden berichtete.
Da der Kelch als der des heiligen Gründers des Klosters Werden Liudger angesehen wurde, wurde er in der Folge als Reliquie angesehen und als solche verehrt. Zu besonderen Anlässen war er weiterhin als Abendmahlskelch in Verwendung. Mit der Aufhebung der Abtei Werden im Jahr 1802 gelangte er in den Besitz der Pfarrgemeinde St. Ludgerus, wobei die Kosten für Erhalt und Restaurierung der Pertinenzstücke beim Land Preußen, beziehungsweise in der Rechtsnachfolge heute beim Land Nordrhein-Westfalen liegen.
Der Kelch wurde mehrfach neu vergoldet, belegt ist dieses für 1837 und zuletzt 1956.

## Forschungsgeschichte
Der relativ schlichte Kelch wurde in der Abtei Werden traditionell als Kelch Liudgers angesehen, so dass die ersten kunstgeschichtlichen Einordnungen ihn dementsprechend ins 8. Jahrhundert datierten. So wollte man aus der Inschrift ein Chronogramm 788 lesen, wobei Chronogramme in der karolingischen Zeit noch unbekannt waren. Aufgrund von Vergleichen mit anderen Objekten wurde er jünger eingeordnet. Victor H. Elbern zog insbesondere den Grabkelch des Hildesheimer Bischofs Osdag († 989) als Vergleichobjekt heran. Da inzwischen erwiesen ist, dass das Material identisch mit dem des Werdener Kruzifixes ist, das formengeschichtlich sehr präzise um 1060 datiert werden kann, muss er inzwischen als um 1060 gegossen angesehen werden.